# 生物藝術

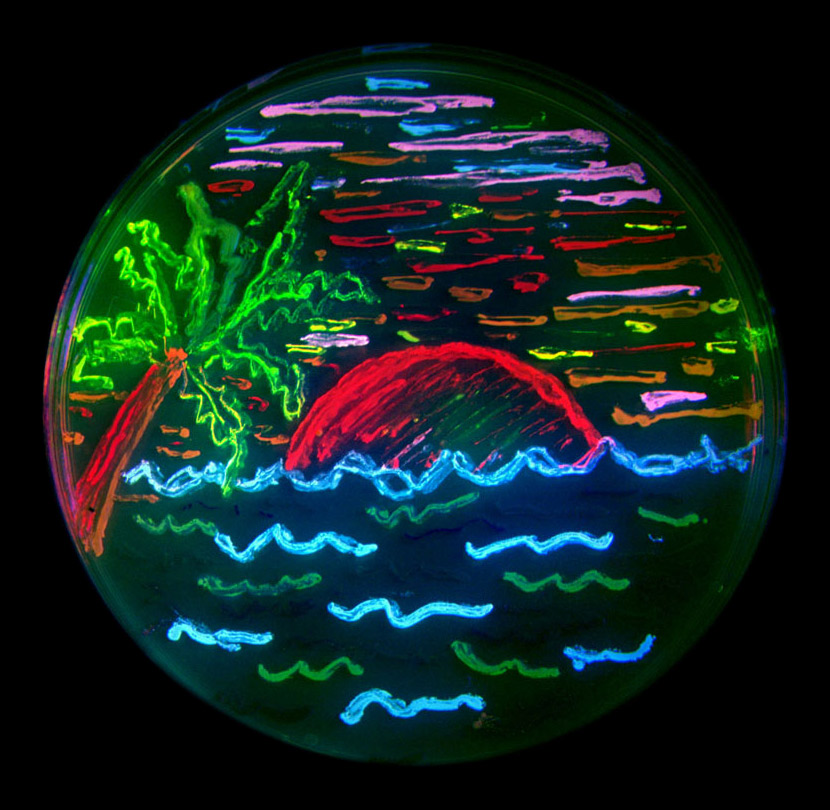
生物藝術的一個範例，將八種不同顏色的螢光蛋白轉殖進不同細菌，並且以細菌作為顏料進行創作。

生物藝術是人類與活組織，細菌，活體和生命過程相結合的藝術實踐。使用諸如生物技術（包括基因工程，組織培養和[複製|cloning]等技術）的科學過程，在實驗室、畫廊或藝術工作室產生藝術作品。某些藝術家認為生物藝術的範圍嚴格限於「生命形式」，而其他藝術家認為包括使用當代醫學和生物研究的圖像，或點出了生命科學的性質引起的爭議或盲點。
雖然生物藝術家與生物有關，但有對於物質被認為是活著或是有生命的，仍有一些爭論。創造生命和在生命科學中實踐，伴隨著倫理、社會和美學的探討質詢。 「生物藝術」一詞由愛德華多·卡克（Eduardo Kac）在1997年創作的與他的作品「時間膠囊」被提出，雖然它源自於於20世紀末喬·戴維斯·馬爾塔·梅內澤斯（Joe Davis）和SymbioticA的藝術家們的作品。生物藝術在21世紀初就開始更廣泛的實踐與應用。